# جرائم النازية ضد الأمة البولندية

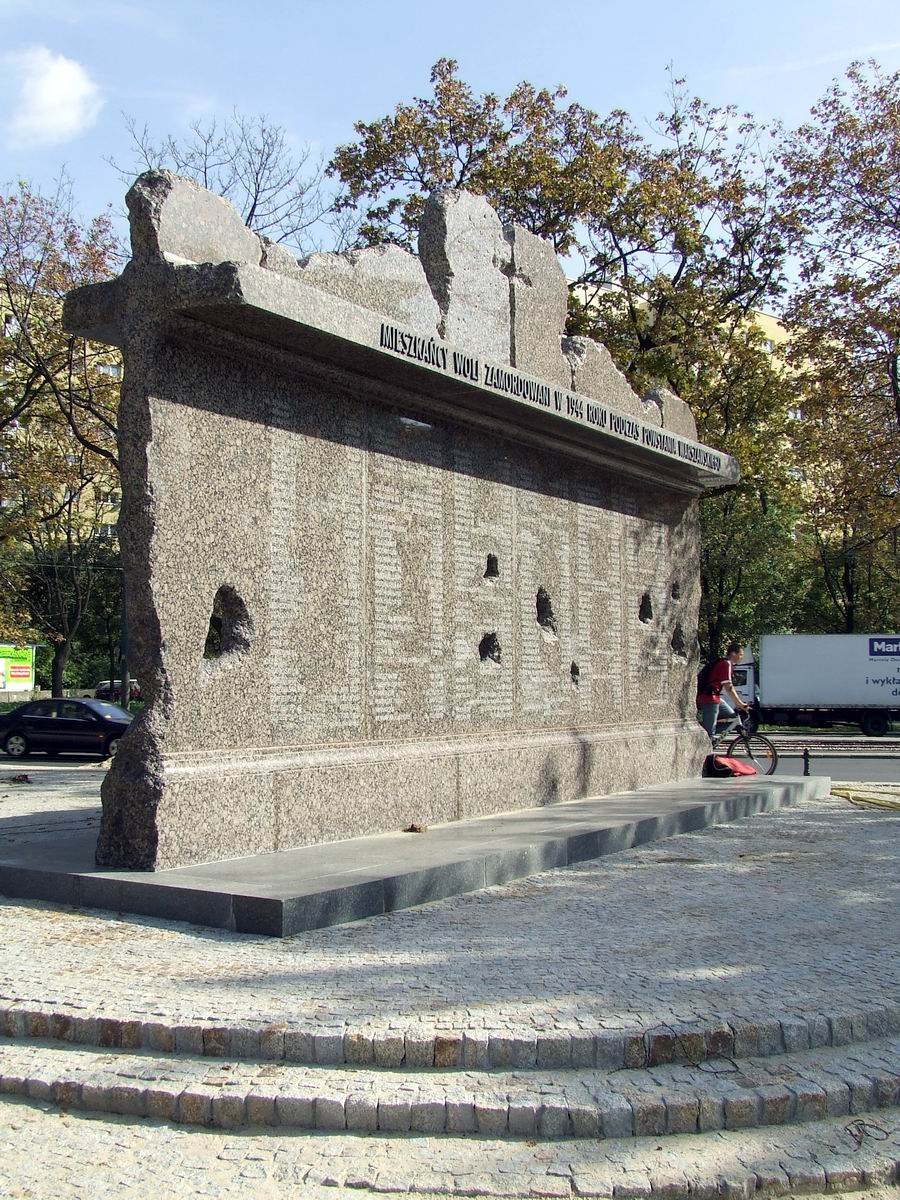

ارتكبت ألمانيا النازية وقوات حلفائها جرائم ضد الأمة البولندية خلال غزو بولندا، جنبًا إلى جنب مع الكتائب المساعدة خلال فترة احتلال بولندا اللاحق في الحرب العالمية الثانية. تضمن ذلك قتل الملايين (غير اليهود) من ذوي الأصول البولونية، والإبادة المنهجية للبولنديين اليهود، وقد برر الألمان هذه الإبادة الجماعية بالاعتماد على النظرية العنصرية النازية، التي صوّرت اليهود كتهديد دائم، واعتبرت أن البولنديين وغيرهم من الشعوب السلافية من الأعراق الدنيا (أونترمينشن).
بحلول عام 1942 كان النازيون ينفذون خطتهم لقتل كل يهودي في الأجزاء التي تحتلها ألمانيا من أوروبا، كما وضعوا خططًا آنذاك للقضاء على الشعب البولندي، من خلال القتل الجماعي، والتطهير العرقي، والاستعباد، ولم يختاروا سوى أقلية صغيرة من البولنديين لدمجهم في الهوية الألمانية باعتبارهم قيّمين عرقيًا.
خلال الحرب العالمية الثانية، لم يقتل الألمان ملايين البولنديين من اليهود وغير اليهود فحسب، بل قاموا أيضًا بالتطهير العرقي للملايين من ذوي الأصول البولونية عبر الترحيل القسري، لإفساح المجال للمستوطنين الألمان المتفوقين عرقيًا.
أودت عمليات الإبادة الجماعية بحياة 2.7-2.9 مليون يهودي بولندي، و 1.8-2.77 مليون بولندي غير يهودي، وذلك وفقًا لمعهد إحياء الذكرى الوطني (IPN) التابع للحكومة البولندية وبحسب عدة أكاديميين، كما يشهد على سياسات الإبادة الجماعية الموجهة ضد البولنديين، أعداد القتلى هذه الكبيرة جدًا، وغياب وجود عدد وفيات هام للمدنيين غير اليهود في البلدان المحتلة «المتفوقة عرقيًا» مثل الدنمارك وفرنسا.
كانت سياسات الإبادة الجماعية لخطة الحكومة الألمانية الرئيسية لاستعمار الشرق (جنرالبلان أوست)، هي منطلق جرائم الحرب التي ارتكبتها ألمانيا ضد الأمة البولندية وضد الإنسانية في الأعوام 1939-1945، حيث اقتضت الخطط النازية الطرد والإبادة الجماعية لنحو 85% (أكثر من 20 مليونًا) من مواطني بولندا ذوي الإثنية البولندية، مع إجبار الـ 15% المتبقية على العمل القسري (استعباد).
عُهِد إلى معهد إحياء الذاكرة الوطني مهمة نشر المعرفة حول جرائم الحرب العالمية الثانية التي ارتكبتها النازية والستالينية في بولندا بموجب قانون للبرلمان البولندي صدر عام 2000. كانت قد شُكِّلَت هذه الهيئة في وارسو قبل عامين من ذلك.
اعتزمت ألمانيا منذ بداية الحرب ضد بولندا تحقيق خطة أدولف هتلر المنصوص عليها في كتابه «كفاحي»، وذلك لإيجاد مساحة معيشية (ليبنسراوم) للمستوطنين الألمان في الشرق، حيث جمعت خطة هتلر بين الإمبريالية الكلاسيكية والإيديولوجية العرقية النازية، وفي 22 آب/أغسطس 1939، أعطى هتلر -قبيل غزو بولندا- إذنًا صريحًا لقادة جيشه بقتل كل الرجال، والنساء، والأطفال ذوي الأصول البولندية أو المتحدثين باللغة البولندية.
كان التطهير العرقي يتم بشكل منهجي ضد الشعب البولندي، فقد صرّح راينهارد هايدريش في 7 أيلول/سبتمبر 1939 أن جميع النبلاء ورجال الدين واليهود البولنديين سيقتلون، كما أضاف فيلهلم كايتل في 12 أيلول/سبتمبر المفكرين البولنديين إلى القائمة، وفي 15 آذار/مارس 1940، أعلن هاينريش هيملر رئيس وحدات إس إس (شوتزشتافل): «سيتم استغلال جميع المتخصصين البولنديين في مجمعنا الصناعي العسكري، ولاحقًا سيختفي جميع البولنديين من هذا العالم. من الضروري أن تعتبر الأمة الألمانية العظيمة القضاء على جميع الشعب البولندي مهمتها الرئيسية»، وفي نهاية عام 1940، صدّق هتلر على خطة تصفية «جميع العناصر الرائدة في بولندا».

## المقاومة البولندية
كانت انتفاضة زاموسك أفضل مثال على المقاومة البولندية، التي لم تسعَ لإلحاق الأذى بالألمان، أو تحقيق أهداف سياسية، وإنما هدفت لحماية البولنديين.
كان ذلك حالة نادرة، حيث قام كل من جيش الوطن المناهض للشيوعية، وكتائب الفلاحين المحايدة سياسيًا، ومنظمة الحرس الشعبي الشيوعية، والمقاومون السوفيتيين، بالعمل معًا لحماية البولنديين من الانتهاكات الألمانية -خاصّةً الطرد القسري، ومن القتل الجماعي الذي نفذه جيش التمرد الأوكراني على الشعب البولندي.
أدت الانتفاضة إلى تباطؤ كبير في طرد الألمان للبولنديين ومن استعمارهم للمنطقة، حتى ذهب الأمر بالألمان لأن يخلقوا منطقة عازلة مسكونة من قبل أوكرانيين تجمعهم علاقة ودية مع الألمان، وعلى الرغم من تردد الفلاحين البولنديين في الانضمام إلى المقاومة المسلحة، إلّا أنّهم أُجبِروا على حماية أنفسهم.

## الألمنة
كان هدف النازيين من أراضي فارتيلاند من بولندا الكبرى المحتلة، هو الألمنة (جعلها ألمانية) الكاملة للأرض؛ دمجها سياسيًا وثقافيًا واجتماعيًا واقتصاديًا مع الرايخ الألماني. لم يكن هذا يعني النمط القديم لألمنة السكان -من خلال تعليمهم اللغة والثقافة، بل القصد منه إغراق المنطقة بالألمانيين الصافين، مع الإبقاء على جزء صغير جدًا ممن كانوا يسكنون سابقًا هناك.
ومن أجل تحقيق الأهداف التخيليّة، قرّر الحاكم النازي ألبرت فورستر المسؤول عن منطقة دانزنغ ويست بروسيا، جعل جميع شرائح السكان البولنديين ألمانًا، بينما قام بطرد آخرين. أدّى هذا القرار إلى تعريف ثلثي سكان المنطقة من البولنديين كألمان لأول مرة في حياتهم.
أغلق النازيون الألمان المدارس الابتدائية حيث كانت اللغة البولندية لغة التدريس، كما أعيدت تسمية الشوارع والمدن، وكذلك قام النازيون بالاستيلاء على عشرات الآلاف من الشركات البولندية -من الشركات الصناعية الكبرى حتى المتاجر الصغيرة.
وفي تشرين الأول/أكتوبر 1939، أعلنت البروباغندا النازية أنّ البولنديين واليهود والغجر دون بشريين، كما وضعت هذه المؤسسات الدعائية لافتات تقول: «ممنوع دخول البولنديين واليهود والكلاب».
كان النظام النازي أقل صرامة في معاملته للكاشوبيين في منطقة دانزنغ ويست بروسيا، بينما أجبر آلاف الأشخاص في كل مكان على التوقيع على لائحة السكان الألمان (دويتشه فولكسليست)، وهي وثيقة عنصرية استخدمها النازيون لتحديد وإعطاء الأولوية لذوي الإرث الألماني في البلدان المحتلة.